# Melcha albomaculata
Melcha albomaculata là một loài tò vò trong họ Ichneumonidae.